# Amine Snoussi
Amine Snoussi, né le 7 décembre 1998 à Tunis, est un auteur, essayiste, journaliste et militant politique tunisien.

## Biographie
Durant ses années à Paris, il étudie les sciences politiques à l'université Paris-VIII.
Toujours étudiant, il retourne en Tunisie pour publier son premier ouvrage, La politique des idées,,, â l'âge de vingt ans. Il s'agit d'un livre basé sur la Tunisie d'après la révolution et évoquant les différents clivages politiques qui s'y sont installés depuis,,.
En 2020, il publie La génération des crises.
En 2023, il collabore avec des rédactions anglophones telles que The New Arab (en) et Al Jazeera English. En mars de la même année, il publie un rapport pour l'ONG américaine Project on Middle East Democracy sur le harcèlement numérique et la persécution des opposants au président tunisien, Kaïs Saïed.

## Engagement politique
Dans une tribune publiée en août 2019 sur le HuffPost Maghreb, il appelle à la libération de Nabil Karoui, candidat à l'élection présidentielle tunisienne.
En 2022, il s'oppose au référendum constitutionnel qui « peut entraîner la Tunisie en dictature »,.
En juin 2023, il co-signe une tribune dans Libération avec un collectif international de militants et d’intellectuels appelant à la libération de l'avocat et homme politique tunisien Ghazi Chaouachi.

## Publications
- La politique des idées, Tunis, Centre national du livre, 2019, 91 p. (ISBN 978-9973-50-047-2).
- La génération des crises, Tunis, Centre national du livre, 2020, 144 p. (ISBN 978-9973-50-059-5).

Il est également l'auteur de plusieurs tribunes et billets pour différentes rédactions, dont le HuffPost et Jeune Afrique.